# دامن‌داران
دامن‌داران (نام علمی: Anthelidae) نام یک تیره از راسته پروانه‌سانان است.